# Psychotria adamsonii
Psychotria adamsonii är en måreväxtart som beskrevs av Francis Raymond Fosberg. Psychotria adamsonii ingår i släktet Psychotria och familjen måreväxter. Inga underarter finns listade i Catalogue of Life.